# Josef Čtyřoký
Josef Čtyřoký (* 30. September 1906 in Smíchov bei Prag; † 11. Januar 1985) war ein tschechoslowakischer Fußballspieler. Er wurde mit der Tschechoslowakischen Nationalmannschaft Vizeweltmeister 1934.

## Spielerkarriere
Josef Čtyřoký wurde in Smíchov geboren, das 1922 nach Prag eingemeindet wurde. Mit dem Fußballspielen begann er bei Slavia Prag, wo er in der Saison 1925/26 in der 1. Tschechoslowakischen Liga debütierte. 1928 wechselte der Linksverteidiger zum SK Kladno, zwei Jahre später zu Slavias größtem Konkurrenten Sparta Prag. Dort bildete er mit Jaroslav Burgr ein Verteidigerduo auf höchstem Niveau. 
1931 erhielt Čtyřoký seine erste Einladung in die Tschechoslowakische Nationalmannschaft und fehlte in den kommenden sieben Jahren selten. Bei der Weltmeisterschaft 1934 zog die Tschechoslowakei bis in das Endspiel ein, Čtyřoký war bei allen vier Spielen dabei. Bei der Endrunde vier Jahre später fehlte er, sein letztes Länderspiel absolvierte Čtyřoký am 28. August 1938 beim 3:1 gegen Jugoslawien in Zagreb. Insgesamt spielte Čtyřoký 42 Mal für die Tschechoslowakei, ein Torerfolg gelang ihm dabei nicht.
Mit Sparta Prag wurde der Abwehrspieler 1932, 1936, 1938 Tschechoslowakischer Meister, 1939 Meister des Protektorats Böhmen und Mähren. 1935 gewann er mit seiner Mannschaft den Mitropapokal, in dem er mit 45 Spielen die meisten Einsätze nach seinem Mannschaftskollegen Jaroslav Burgr aufweisen kann.